# Mylabris basibicincta
Mylabris basibicincta es una especie de coleóptero de la familia Meloidae.

## Distribución geográfica
Habita en Sudáfrica.